# جان الأول، دوق بوربون
جان الأول دي بوربون (بالفرنسية: Jean Ier de Bourbon)‏ (1434-1381) هو دوق بوربون من 1410 ودوق أوفرن من 1416؛ هو أبن البكر لـ لويس الثاني، دوق بوربون وآن من أوفرن.
خلال الحرب الأهلية بين أرمانياك-بورغندي وقف ضد البورغنديين، تم القبض عليه في 1415 بـ معركة أجينكور، وتوفي سجيناً في لندن، على الرغم دفع العديد من الفدية، وواعد لدعم ملك إنجلترا كـ ملك فرنسا.
تزوج في 1400 في باريس من ماري، دوقة أوفرن أبنة الصغرى لـ جان، دوق بيري أبن جان الثاني ملك فرنسا؛ كان لديهم ثلاثة أبناء:-
- شارل الأول، دوق بوربون (1456-1401).
- لويس (1412-1403)؛ كونت فورز.
- لويس الأول، كونت مونتبنسير (1486-1405).

وأيضا لديه أبنة غير شرعية اسمها مارغريت؛ تزوجت من روديغو دي فيلاندراندو.